# Regno di Cartalia-Cachezia
Il Regno di Cartalia-Cachezia o Kartli-Kakheti (in georgiano: ქართლ-კახეთის სამეფო) venne creato nel 1762 tramite l'unificazione dei due regni georgiani di Cartalia e Cachezia, già esistenti in modo indipendente fin dalla disintegrazione del regno georgiano unificato nel XV secolo.

## Storia
Storicamente, la Cartalia era la principale entità statale dell'area caucasica corrispondente all'attuale Georgia ma, in quel tempo, essa veniva ad indebolirsi molto più a causa delle invasioni persiane che dai regni confinanti ad oriente. I re di Cachezia divennero dunque i governatori del nuovo regno e Telavi, la loro capitale, divenne la capitale del nuovo Stato. L'unificazione non impedì all'Impero persiano di aggredire con le sue invasioni la Georgia e, verso la fine del XVIII secolo, il Regno di Kartli-Kakheti, attaccato in modo continuato, venne quasi del tutto devastato.
Cercando protezione da questi attacchi, nel 1783 il re Eraclio II concluse con la Russia il trattato di Georgievsk, sancendo il protettorato russo per quanto riguardava la difesa del suo regno. Tuttavia, Eraclio II riuscì con successo a mantenere l'autonomia di governo interna.
Il 14 gennaio 1798, a Eracle successe il figlio primogenito, Giorgio XII (1746-1800) il quale a sua volta, il 22 febbraio 1799, riconobbe il suo figlio primogenito Davit (1767-1819) erede al trono. Nello stesso anno, truppe russe vennero dislocate nella regione. In base all'articolo VI del trattato del 1783, l'imperatore Paolo I riconosceva David quale erede al trono, il 18 aprile 1799. Viene però ad accendersi la lotta per il potere tra i tanti figli del re Giorgio e quelli di suo padre, avendo Eracle II cambiato l'ordine di successione, plagiato dalla sua terza moglie, la regina Darejan (Darya), che cercava di favorire al trono i suoi fratelli più giovani.
Lo sconvolgimento dinastico che ne risultò spinse re Giorgio a chiedere segretamente allo zar Paolo di invadere il regno di Kartli-Kakheti, sottomettere i Bagrationi e amministrare il regno da San Pietroburgo, a condizione che a Giorgio e ai suoi discendenti fosse concesso il permesso di continuare a regnare nominalmente.
La continua pressione persiana spinse di nuovo Giorgio XII a richiedere l'intervento russo. Paolo, pur esitante, accettò questa offerta, ma prima che i negoziati portassero a una conclusione mutò idea, annettendo Kartli-Kakheti alla Russia e deponendo la dinastia dei Bagrationi tramite un decreto del 18 dicembre 1800. Paolo stesso venne poco dopo assassinato. Si disse che il suo successore, l'imperatore Alessandro I, pensava di revocare l'annessione a favore di un erede bagratide, ma essendosi trovato nell'incapacità di identificare un probabile pretendente al trono che potesse mantenere la corona, il 12 settembre 1801 rese definitiva l'annessione. Nel frattempo, il re Giorgio moriva (28 dicembre 1800), prima di potersi rendere conto di aver perso il suo trono. Verso l'aprile successivo, le truppe russe presero il controllo dell'amministrazione della regione e nel febbraio 1803 David Bagrationi venne scortato dalle truppe russe da Tbilisi a San Pietroburgo.

## Elenco dei sovrani
- 1762-1798: Eraclio II
- 1798-1800: Giorgio XII